# Somniosus rostratus
Somniosus rostratus е вид акула от семейство Somniosidae.

## Разпространение и местообитание
Видът е разпространен в Израел, Испания (Канарски острови), Италия (Сицилия), Куба, Португалия (Мадейра) и Франция.
Обитава крайбрежията и пясъчните дъна на морета и реки. Среща се на дълбочина от 200 до 1000 m, при температура на водата около 5,1 °C и соленост 34,5 ‰.

## Описание
На дължина достигат до 1,4 m.